# Molophilus (Austromolophilus) mina
Molophilus (Austromolophilus) mina is een tweevleugelige uit de familie steltmuggen (Limoniidae). De soort komt voor in het Australaziatisch gebied.